# Just the Way You Are (bài hát của Billy Joel)
"Just the Way You Are" là ca khúc của ca sĩ – nhạc sĩ người Mỹ Billy Joel, nằm trong album thứ năm của anh The Stranger (1977). Đây là đĩa đơn top 10 đầu tiên của Joel tại Anh (3) và top 20 tại Mỹ (19) và cũng là đĩa đơn đầu tiên của anh đạt chứng chỉ Vàng. Ngoài ra, ca khúc còn đạt vị trí quán quân bảng xếp hạng Easy Listening Chart của Billboard trong toàn bộ tháng 1 năm 1978.
"Just the Way You Are" chính là ca khúc giành 2 giải thưởng quan trọng là Bài hát của năm và Thu âm của năm tại Giải Grammy lần thứ 21 năm 1979.

## Các bản hát lại
- Harry Connick Jr. trong CD Your Songs (2009).
- Houston Person trong album Moment to Moment (2010)[2].
- Diana Krall trong CD Live In Paris (2002).
- José José trong album Lo Pasado, Pasado ("Te quiero tal como eres", tiếng Tây Ban Nha).
- Barry White trong album The Man (1978)[3].
- Les McCann trong album The Man (1978 A&M Records)
- Một số giai điệu minh họa bằng keyboard của hãng Yamaha trong thập niên 1980[4].

## Thành phần tham gia sản xuất
- Billy Joel – hát chính, Fender Rhodes
- Hugh McCracken, Steve Burgh – guitar acoustic
- Doug Stegmeyer – bass
- Liberty DeVitto – trống
- Ralph MacDonald – định âm
- Phil Woods – alto saxophone
- Patrick Williams – hòa âm dàn nhạc

### Sản xuất
- Phil Ramone – sản xuất, kỹ thuật viên âm thanh
- Jim Boyer – kỹ thuật viên âm thanh

## Xếp hạng
| Bảng xếp hạng (1977–1978)       | Vị trí cao nhất |
| ------------------------------- | --------------- |
| Úc (ARIA)                       | 6               |
| Canada Top Singles (RPM)        | 2               |
| Canada Adult Contemporary (RPM) | 1               |
| Ireland (IRMA)                  | 7               |
| New Zealand (Recorded Music NZ) | 6               |
| South Africa (RiSA)             | 6               |
| Anh Quốc (OCC)                  | 19              |
| Hoa Kỳ Billboard Hot 100        | 3               |
| US Easy Listening (Billboard)   | 1               |
| US Cash Box Top 100             | 2               |
| Zimbabwe Singles (ZIMA)         | 14              |

| Bảng xếp hạng (1978-1979)               | Vị trí cao nhất |
| --------------------------------------- | --------------- |
| Ireland (IRMA)                          | 15              |
| UK (The Official Charts Company)        | 12              |
| US Billboard Bubbling Under the Hot 100 | 102             |
| US Billboard R&B                        | 45              |

| Bảng xếp hạng (1978) | Vị trí |
| -------------------- | ------ |
| Australia            | 38     |
| Canada               | 26     |
| New Zealand          | 41     |
| US Billboard Hot 100 | 17     |
| US Cash Box Top 100  | 18     |